# VVK
VVK (Voetbalvereniging Korreweg) is een op 1 maart 1930 opgerichte amateurvoetbalvereniging uit stad Groningen, Nederland.

## Algemeen
De club is vernoemd naar de Korreweg, waar men zijn eerste velden kreeg in de volksbuurt De Hoogte. Sinds 2009 speelt de vereniging op Sportpark Het Noorden in de wijk Selwerd. De kantine van VVK wordt de Hoogte genoemd, omdat de eerste velden dus in De Hoogte lagen en men vanuit de kantine, "vanuit de hoogte", over het eerste veld heen kijkt.
VVK heeft verschillende jeugd teams en ook een grote vrouwen afdeling. Zo speelt het eerste dames team in de Tweede klasse en heeft VVK verder nog 3 dames teams.

## Het tenue van VVK
Het tenue van VVK heeft in de loop der jaren verschillende veranderingen ondergaan. Heel vroeger speelde de club in het groenwit gestreept, vervolgens in het zwart wit. Waarna er uiteindelijk gespeeld werd in een wit tenue met groene broekjes en groene kousen. Hier kwam uiteindelijk ook de bijnaam "De Groenen" vandaan.
Er zijn verschillende variaties geweest op het shirt. Er zijn foto's van VVK team door de jaren heen met horizontale of verticale groene strepen of een diagonale groene streep en ook geheel witte shirts heeft de club in gespeeld. Maar de groene broekjes en groene kousen bleven.
Na de verhuizing in 2009 heeft VVK een nieuw clublogo gekregen, bij de verandering is er gekozen om ook het tenue aan te pakken voor een nieuwe uitstraling. Er is toen overgestapt op een volledig wit shirt, een zwart broekje en donkergroene kousen. De kleuren die ook in het nieuwe VVK logo zitten. Teams bij VVK waren destijds zelf verantwoordelijk voor de shirts waarin ze speelden. Er zijn dus verschillende varianten op het witte shirt ontstaan waardoor niet meer duidelijk was wat de VVK lijn was.
Het tenue mede daarom is in 2019 door een ledenvergadering aangepast. VVK hield de zwarte broekjes en donkergroene kousen, maar het witte thuisshirt kreeg een zwart groene diagonale streep. Zodat voor iedereen duidelijk te zien was; dat is VVK.

## Standaardelftallen
De standaardelftallen van de mannen en vrouwen spelen in het seizoen 2022/23 in de Vierde klasse zaterdag en Tweede klasse Vrouwen van het KNVB-district Noord.

### Zaterdag

#### Competitieresultaten 1980–2022
| 8 2B |

| 8 2A |

| 5 2A |

| 3 2A |

| 1 2B |

| 7 1A |

|  |

|  |

|  |

|  |

| 9 1A |

| 10 1A |

| 9 1B |

|  |

|  |

|  |

|  |

| 6 6D |

| 6 6B |

| 7 6D |

| 12 6C |

| 9 6D |

| 4 5D |

| 12 5C |

| 3 5C |

| 12 4D |

| 5 4C |

| 4 5C |

| 7 5D |

| 7 5D |

| 5 4D |

| 4 4C |

| 4 3C |

| 5 3C |

| 8 4C |

| 3 4C |

| 12 4C |

| 2 5D |

| 2 5D |

| 1* 5D |

| 1* 5D |

| 1 5D |

| 3 4C |

* de seizoenen 2019/2020 en 2020/2021 werden vroegtijdig beëindigd vanwege de Coronacrisis
| Derde klasse | Vierde klasse | Vijfde klasse | Eerste klasse GVB | Zesde klasse | Tweede klasse GVB |

### Vrouwen

#### Competitieresultaten 2000–2022
|  |

|  |

|  |

|  |

|  |

|  |

|  |

|  |

|  |

|  |

|  |

|  |

|  |

|  |

|  |

|  |

| 3 4J |

| 1 4J |

| 3 3H |

| 2 3H |

| 7 2D |

| 4* 2D |

| 1* 2D |

| 7 2D |

* de seizoenen 2019/2020 en 2020/2021 werden vroegtijdig beëindigd vanwege de Coronacrisis
| Eerste klasse | Tweede klasse | Derde klasse | Vierde klasse | Vijfde klasse | Eerste klasse GVB | Zesde klasse | Tweede klasse GVB |

### Zondag

#### Competitieresultaten 1936–2022
| 5 3B |

| 5 3B |

| 1 3B |

| 3 3B |

| 1 I |

| 1 3B |

| 6 3B |

| 4 3B |

| 3 3B |

|  |

| 3 3D |

| 6 3C |

| 5 3C |

| 10 3D |

| 3 4D |

| 9 4E |

| 4 4D |

| 4 4F |

| 3 4G |

| 5 4F |

| 1 4F |

| 3 4G |

| 5 4D |

| 1 4G |

| 2 3B |

| 8 3B |

| 12 3B |

| 2 4E |

| 1 4D |

| 1 3B |

| 7 2A |

| 7 2A |

| 9 2A |

| 11 2A |

| 6 2A |

| 4 2A |

| 4 2A |

| 8 2A |

| 8 2A |

| 11 2A |

| 3 3D |

| 3 3D |

| 7 3B |

| 7 3B |

| 3 3B |

| 11 3B |

| 1 4E |

| 6 3B |

| 7 3B |

| 4 3B |

| 9 3B |

| 3 3B |

| 2 3D |

| 7 3B |

| 8 3B |

| 5 3D |

| 4 2B |

| 6 2B |

| 9 2B |

| 10 2A |

| 4 3B |

| 7 3A |

| 12 3B |

| 3 4C |

| 2 3C |

| 3 3B |

| 6 2L |

| 12 2L |

| 10 3B |

| 6 4B |

| 11 4D |

| 1 5D |

| 6 4D |

| 9 4B |

| 12 4B |

| 1 5E |

| 10 4B |

| 7 4C |

| 9 4C |

|  |

| 7 5D |

| 3 5D |

| 9 4B |

| 4 4C |

| 9* 4C |

| 3* 4C |

| 12 4C |

|  |

* de seizoenen 2019/2020 en 2020/2021 werden vroegtijdig beëindigd vanwege de Coronacrisis
| Tweede klasse | Derde klasse | Vierde klasse | Vijfde klasse | Noodcompetitie |

In elke staaf van de grafiek staat van boven naar beneden vermeld: 
- Eindnotering

Dit is de positie die de club heeft bereikt in de competitie, zonder eventuele beslissings-, play-off- of nacompetitiewedstrijden die nodig zijn geweest om bijvoorbeeld de kampioen van de competitie te bepalen.
Indien een * achter het getal staat is de notering een tussenstand en kan het zijn dat de notering niet overeenkomt met de uiteindelijke eindstand van de competitie.
Staat er een - dan is het seizoen nog bezig en is er geen definitieve uitslag bekend.
Staat er xx op de positie van de notering, dan heeft de club vroegtijdig de competitie verlaten. Dit kan onder andere komen door terugtrekking van het team, faillissement van de club of door een uitgedeelde straf van de KNVB. In veel gevallen staat elders in het artikel de reden vermeld.
Staat er een ? dan is het resultaat uit het verleden onbekend, en is alleen de competitie of het niveau bekend van dat seizoen.
In de seizoenen 2019/20 en 2020/21 werd wegens de coronacrisis het amateurvoetbal afgebroken. Daardoor kennen deze staven geen eindklassering (middels -- weergegeven).
- Competitieniveau en afdelingsletter of Officiële eindstand Eredivisie
  - Competitieniveau en afdelingsletter

Hierbij geeft het getal het niveau weer, dat ook terug te vinden is in de legenda. De letter is de afdelingsaanduiding en wordt gebruikt wanneer er meer afdelingen zijn op hetzelfde niveau. De afdelingsletter is altijd een hoofdletter en wordt meestal zonder nummer gebruikt.
Voorbeeld: 2F is niveau 2e klasse competitie F.
Het competitieniveau en nummer wordt niet vermeld wanneer er slechts één competitie van dit niveau was.
  - Officiële eindstand Eredivisie (getal staat tussen haakjes vermeld)

Sinds de introductie van play-offwedstrijden voor Europees voetbal na afloop van de reguliere competitie in 2005/06, is de KNVB verplicht een eindstand van de Eredivisie door te geven aan de UEFA aan de hand van deze play-offwedstrijden.
Bij deze eindstand staan clubs die zich hebben gekwalificeerd voor Europees voetbal hoger dan clubs die zich niet wisten te kwalificeren. Indien er geen verschil was tussen de eindnotering en de officiële eindstand, staat dit getal niet vermeld.

- Onderafdeling

Hier staat afgekort de naam van de onderafdeling indien de club in dat jaar in een onderafdeling uitkwam. Tevens staat deze afkorting in de legenda en wordt gelinkt naar het artikel over deze onderafdeling. Deze afkorting wordt alleen vermeld wanneer de club in het verleden in verschillende onderafdelingen heeft gespeeld. Deze vermelding is in de staaf altijd in kleine letters. Deze onderafdelingen zijn na het seizoen 1995/96 afgeschaft. Heeft de club in slechts één onderafdeling gespeeld, dan is dit alleen terug te vinden in de legenda.
Onder de staaf staat het jaartal vermeld waarin het seizoen is afgesloten. 15 verwijst naar het seizoen 2014/15 of eventueel het seizoen 1914/15.
Wanneer een staaf leeg is, zijn deze gegevens niet bekend. Het kan ook zijn dat de club dat seizoen niet heeft meegespeeld op het hogere amateurniveau, vroegtijdig de competitie heeft verlaten of uit de competitie is gezet.

In het seizoen 1944/45 was er wegens de Tweede Wereldoorlog geen regulier competitievoetbal.
Amicitia VMC · Be Quick 1887 · Blauw Geel '15 · DIO Groningen · DIVA '83 · VV Engelbert · GSAVV Forward · VV GEO · VV Glimmen · VV Gorecht · GRC Groningen · Groen-Geel · VV Groningen · VV Groninger Boys · VV Gruno · GVAV-Rapiditas · VV Haren · VV Helpman · HFC'15 · Italian Boys · Kids United · GSVV The Knickerbockers · FC Lewenborg · Lycurgus · VV Mamio · VV Omlandia · Oosterparkers · Oranje Nassau · PKC '83 · VV Potetos · SC Stadspark · Sv TEO · Velocitas 1897 · VVK · SV Woltersum